# Bulbophyllum phymatum
Bulbophyllum phymatum là một loài phong lan thuộc chi Bulbophyllum.